# مارغريت لي
مارغريت لي (بالإنجليزية: Margaret Leigh)‏ (17 ديسمبر 1894 - 7 أبريل 1973)؛ شاعرة، كاتِبة وروائية بريطانية.